# سوربهی جیوتی
سوربهی جیوتی (به انگلیسی: Surbhi Jyoti) یک بازیگر و مجری اهل هند می‌باشد. او بیشتر به دلیل بازی اش در سریال قبول می‌کنم در پنج نقش شهرت دارد.
از سریال‌های پر بازدید او می‌توان به سریال قبول می‌کنم، تنهایی، بازگشت یک نفر و ملکه مارها۳ اشاره کرد. بدون شک او یکی از بهترین بازیگران تلویزیون هند است

## زندگی شخصی
جیوتی در شهر جلندر از ایالت پنجاب هند متولد شد. سوربهی جیوتی بازیگر مسلمان هندی می‌باشد و همچنین یک بازیگر بسیار موفق تلویزیون هند است. وی در حال حاضر مجرد است و شهرت او به خاطر بازی در پنج نقش در سریال قبول می‌کنم می‌باشد.
او در مینی سریال تنهایی مورد توجه قرار گرفت و بعد از آن در پروژه بزرگ سریال بازگشت یک نفر ایفای نقش کرد. سوربهی هم‌اکنون در سریال ملکه مارها۳ در حال ایفای نقش است. او دارای یک برادر به نام شانو جیوتی است. مادر او خانه‌دار و پدرش تاجر است. سوربهی در جشنواره‌های زیادی نامزد و موفق به کسب چندین جایزه شده‌است.
فیلم‌برداری سریال قبول می‌کنم ۲ از اوایل سال ۲۰۲۱ در هند آغاز شده‌است. سوربهی جیوتی، کاران سینگ گروور، شالینی کاپور، نهالاکشمی همانند سریال قبول می‌کنم ۱ به ایفای نقش می‌پردازند.

## فیلم‌شناسی
فیلم‌
| سال انتشار | نام فیلم                                   | نقش          |
| ---------- | ------------------------------------------ | ------------ |
| ۲۰۱۰       | به پنجاب رفتم (به هندی: Ik Kudi Punjab Di) | گورمیت کائور |
| ۲۰۱۲       | رائولا پای گایا                            | ریت          |
| ۲۰۱۲       | مانده پاتیالا دی                           | پریانکا      |
| ۲۰۲۱       | آیا سونام گوپتا خیانتکاره؟                 | سونام گوپتا  |

تلویزیون
| سال انتشار | نام سریال            | نقش                                                                |
| ---------- | -------------------- | ------------------------------------------------------------------ |
| ۲۰۱۰       | آکیان تو دور جاین نا | سونا                                                               |
| ۲۰۱۱–۲۰۱۲  | کاچ دیان وانگا       | پریت سهگال                                                         |
| ۲۰۱۲–۲۰۱۶  | قبول می‌کنم           | زویا فرخی، صنم احمد خان (جنت آفتاب خان)، سحر احمد خان، ماهیرا اختر |
| ۲۰۱۴–۲۰۱۵  | عشق...چکارکردی؟      | مجری                                                               |
| ۲۰۱۶       | بازی عشق             | مالیکا کبیر                                                        |
| ۲۰۱۷       | بازگشت یک نفر        | گیتانجی                                                            |
| ۲۰۱۸       | ملکه مارها۳          | بلا                                                                |

مجموعه اینترنتی
| سال  | نام          | نقش        | مرجع. |
| ---- | ------------ | ---------- | ----- |
| ۲۰۱۷ | تنهایی       | میرا کاپور | [ ۱ ] |
| ۲۰۲۱ | قبول می‌کنم ۲ | زویا فرخی  | [ ۲ ] |